# Asplundia sarmentosa
Asplundia sarmentosa är en enhjärtbladig växtart som beskrevs av Gloria A. Galeano och Rodrigo Bernal. Asplundia sarmentosa ingår i släktet Asplundia och familjen Cyclanthaceae.
Artens utbredningsområde är Colombia. Inga underarter finns listade.